# Червона Слобода (Кропивницький район)

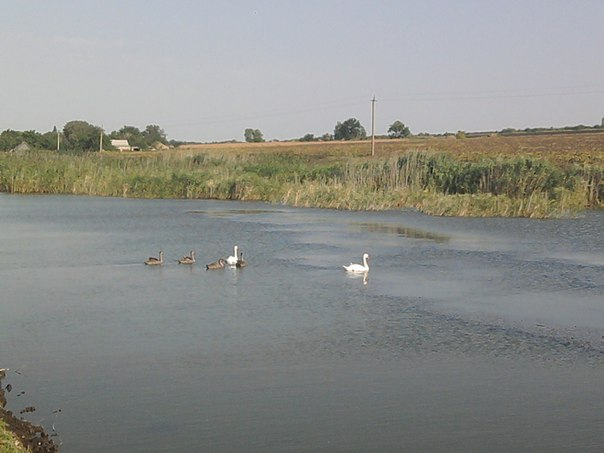
Став із лебедями поблизу південної околиці села Червона Слобода

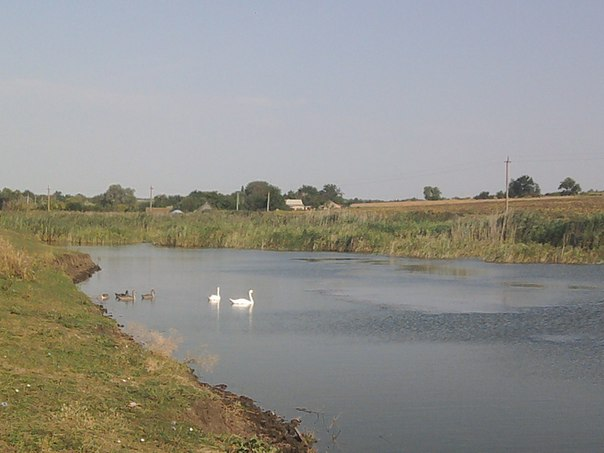
Лебеді на ставу поблизу південної окраїни села Червона Слобода

Черво́на Слобода́ — село в Україні, в Компаніївській селищній громаді Кропивницького району Кіровоградської області. Населення становить 210 осіб. До 2020 орган місцевого самоврядування — Червонослобідська сільська рада.

## Населення
Згідно з переписом УРСР 1989 року чисельність наявного населення села становила 150 осіб, з яких 64 чоловіки та 86 жінок.
За переписом населення України 2001 року в селі мешкало 208 осіб.

### Мова
Розподіл населення за рідною мовою за даними перепису 2001 року:
| Мова       | Відсоток |
| ---------- | -------- |
| українська | 96,67 %  |
| російська  | 2,38 %   |
| молдовська | 0,95 %   |